# ウェイバー方式
ウェイバー方式（ウェイバーほうしき）とは、主に日本・アメリカ合衆国におけるプロスポーツチームによる選手獲得の際に用いられる、選手の指名要領を規定するものである。低順位のチームを優遇して戦力均衡化を図り、かつ指名競合による契約金あるいは年俸の高騰を避け、また契約にかかる時間を短縮するためである。

## 概要
新人ドラフトで用いられる場合と自由契約選手の獲得で用いられる場合がある。
1. 直前シーズン終了時のチーム順位を基準とし、どの指名巡目でも常に、最下位のチームから順に選手を指名する
2. 指名は即ち独占交渉権獲得を意味し、他チームとの競合（抽選など）は起こらない

以上が完全なウェイバー方式だが、日米および各スポーツで採用度合が異なる。

## 日本

### 日本プロ野球

#### 新人ドラフト
日本プロ野球のドラフト会議は10月に実施され、ウェイバー方式を部分的に採用している。
- 1965年、1966年は第2位以下の指名の際、あらかじめ提出された氏名リストの中から偶数順位の時はその年のペナントレースの下位のチーム（日本シリーズ敗戦チーム所属のリーグ最下位チーム）から、奇数順位の場合は上位のチーム（日本シリーズ優勝チーム）から選手を指名できる仕組みだった（以下順序同じ）。その後、重複指名選手については抽選で交渉権を獲得する球団を決めたためこの制度は一旦中断するが、1991年以降部分的に復活した。
- 1991年、1992年は5位以下の指名について、奇数順位ではウェイバー方式、偶数順位では「逆ウェイバー方式」（ウェイバー方式の逆で、成績上位チームから順に選手を指名）を採用した。
- 1993年 - 2000年は1、2位が逆指名制度（大学生、社会人選手限定）になった関係で、3位以下指名の際に奇数順位ではウェイバー方式、偶数順位では逆ウェイバー方式による選手指名となった。
- 2001年以降、これまでの順位付けではなく「○巡目」に表現を変更し、1 - 3巡目は自由獲得枠の適用人数に応じて指名入札できるチームが決まる（1巡目のみ重複指名の場合抽選、2巡目と3巡目はウェイバー方式）が、4巡目からは偶数巡目が逆ウェイバー方式、奇数巡目がウェイバー方式での指名となった。
- 2005年 - 2007年はドラフトが10月の高校生対象のものと11月の大学・社会人（四国アイランドリーグplusやベースボール・チャレンジ・リーグなど独立リーグの所属選手含む）対象のものの2回にわたって開催されているが、高校生対象のドラフトの場合はシーズンの途中に行われるので、奇数巡の場合はオールスターで勝ち越したリーグに所属する最下位チーム→オールスターで負け越したリーグに所属する最下位チーム→オールスター勝ち越しリーグの5位チーム…というウェイバー方式、偶数巡の時はその逆でオールスターで負け越したリーグ所属の1位チーム→オールスター勝ち越しリーグの1位チーム→オールスター負け越しリーグの2位チーム…という逆ウェイバー方式で行われた。チーム順位はドラフト開催1週間前時点の順位を対象とする。
- 2008年以降は高校生選択会議と大学・社会人選択会議が再び統合され、1巡目は入札抽選制度、以降は偶数巡目でウェイバー方式、奇数巡目で逆ウェイバー方式による選手指名となった。

#### 自由契約選手
シーズン中に支配下選手との契約を解除して自由契約にする際にはいったん「ウェイバー公示」（waiver、権利放棄）して契約譲渡先の球団を募集しなければならないが、このとき現在のウェイバー方式と同様の手順で下位球団が優先される。

### bjリーグ（プロバスケットボール）
bjリーグのドラフト会議は5月または6月に実施され、ウェイバー方式を採用していた。
- 2005年は、初年度につき抽選で指名順を決め、奇数巡目は大分、埼玉、仙台、新潟、大阪、東京、偶数巡目はその逆の指名順となった。
- 2006年以降は前年度の順位によって決定され、2006年は奇数巡目の場合はウェイバー方式、偶数の場合は逆ウェイバー方式による指名となる。新規参入チームは2006年は希望する順番で参加することができた。エクスパンション・ドラフトで既存チームが3名より多くプロテクトを行うと、超過した人数分だけドラフト会議での指名巡目が後になる。
- 2007年以降は完全ウェイバー方式に移行。新規参入より指名を開始。新規参入はエクスパンション・ドラフトでの人数が少ない方が先となる（同数の場合は抽選）。エクスパンション・ドラフトで既存チームが基準値（プレイオフ出場回数に応じて決められる）より多くプロテクトを行うと、超過した人数分だけドラフト会議での指名巡目が後になる。
- 2012年以降はプロ野球と同様の入札抽選制度を導入。1巡目で採用される。2巡目以降は従来通りウェーバーとなっていた。

## アメリカ

### 新人ドラフト
アメリカ合衆国のNFLでは日本プロ野球のような指名順位による特定規定・抽選・逆ウェイバー方式などは無く、完全実施している。
NBAは、1巡目上位3位までは例外を設けプレイオフに進出できなかった14チームによる抽選（ロッタリー）で指名順位が決まる方式を採っているが、他は完全なウェーバー方式で行う。
MLBはかつては完全ウェーバー方式を採用していたが2022年より大幅な変更と調整が加えられている。1巡目上位6名まではポストシーズン非出場の18チームを対象としたロッタリー（くじ引き）制を採用、それ以外の順番もポストシーズン出場の有無や贅沢税関連の調整を絡めて順番を決めている。2巡目以降は1巡目で用いた調整済の順番からロッタリーの反映を除外したものが採用される。
上記3つのプロリーグとも、トレードやFA移籍に伴ってドラフト指名権や優先交渉権の譲渡・移動が可能である。
2019年のNFLドラフトの例では、半数以上の指名が譲渡移動された指名順位によるものであった。
一方でMLBでは譲渡可能な指名権は戦力均衡ラウンド（3巡目と5巡目の直前に挿入される資金力が下位の数チームのみ参加可能なラウンド）の指名権のみに限定されている。

### 自由契約選手
シーズン途中でチームが選手との契約の解除を求める際には、選手の譲渡を透明化しかつ戦力均衡のため、アメリカ4大スポーツでは一定期間のウェイバー開示を義務付けている。他チームはウェイバーされた選手を指名でき、複数チームが指名した場合はウェイバー順位の高いチームが優先権を持つ。